# رالف يغر
رالف يغر (بالألمانية: Ralf Jäger)‏ هو سياسي ألماني، ولد في 25 مارس 1961 في دويسبورغ في ألمانيا. حزبياً، نشط في الحزب الديمقراطي الاجتماعي الألماني. وقد انتخب عضو مجلس الشورى الموحد شمال الراين وستفاليا وقد انضم خلال فترته النيابية ‏  للكتلة البرلمانية الحزب الديمقراطي الاجتماعي الألماني.

## روابط خارجية
- رالف يغر على موقع IMDb (الإنجليزية)
- رالف يغر على موقع مونزينجر (الألمانية)